# Вајкерсхајм
Вајкерсхајм (њем. Weikersheim) град је у њемачкој савезној држави Баден-Виртемберг. Једно је од 18 општинских средишта округа Маин-Таубер-Крајс. Према процјени из 2010. у граду је живјело 7.512 становника. Посједује регионалну шифру (AGS) 8128126.

## Географски и демографски подаци
Вајкерсхајм се налази у савезној држави Баден-Виртемберг у округу Маин-Таубер-Крајс. Град се налази на надморској висини од 230 метара. Површина општине износи 80,9 km². У самом граду је, према процјени из 2010. године, живјело 7.512 становника. Просјечна густина становништва износи 93 становника/km².